# Schaqsylyq Dosqalijew
Schaqsylyq Aqmyrsauly Dosqalijew (kasachisch Жақсылық Ақмырзаұлы Досқалиев, russisch Жаксылык Акмурзаевич Доскалиев Schaksylyk Akmursajewitsch Doskalijew; * 30. November 1955 in Alga, Kasachische SSR) ist ein kasachischer Arzt und Politiker.

## Leben
Schaqsylyq Dosqalijew wurde 1955 in Alga im Gebiet Aqtöbe geboren. Er schloss 1979 das staatliche medizinische Institut in Aktobe ab. Anschließend arbeitete er bis 1986 als Chirurg im Zentralkrankenhaus in seiner Heimatstadt Alga. Von 1986 bis 1988 war er an der Akademie der Medizinischen Wissenschaften der Sowjetunion angestellt. Im Anschluss daran arbeitete er am staatlichen medizinischen Institut Aqtöbe und ab 1993 als Leiter der Abteilung für Endoskopische Chirurgie am wissenschaftlichen Zentrum für Chirurgie. Von Oktober 1998 bis August 2000 war er Rektor der Medizinischen Akademie Aqtöbe.
In den Jahren 1999 und 2000 übte Dosqalijew als Abgeordneter des regionalen Parlaments des Gebietes Aqtöbe zum ersten Mal ein politisches Amt aus. Von August 2000 bis Oktober 2001 war Dosqalijew Vorsitzender der Agentur für Gesundheit Kasachstans. Am 17. Oktober 2001 wurde er zum Gesundheitsminister Kasachstans ernannt, nachdem die Agentur für Gesundheit in ein Ministerium umgewandelt wurde. Am 4. April 2004 wurde er zum Rektor der kasachischen Staatlichen Medizinakademie in Astana ernannt. Nach der Parlamentswahl 2007 war er Abgeordneter in der Mäschilis für Nur Otan. Am 20. November 2008 wurde Dosqalijew erneut zum kasachischen Gesundheitsminister ernannt.
Im September 2010 begann die kasachische Finanzpolizei gegen Dosqalijew wegen Veruntreuung, Bestechung und illegaler Immobiliengeschäfte zu ermitteln. Um sich einer Strafverfolgung zu entziehen, täuschte er einen Schlaganfall vor. Der behandelnde Arzt gab später zu, auf eine Bitte Dosqalijews hin eine falsche Diagnose gestellt zu haben. Am 7. Oktober wurde er von seinem Posten als Minister entlassen und durch Salidat Qajyrbekowa ersetzt. Im Oktober 2011 wurde er wegen der illegalen Annahme von neun Appartements von einem Bauunternehmen als Bestechung zu sieben Jahren Haft verurteilt. Im Januar 2012 kam er vorzeitig frei, da der kasachische Präsident Nasarbajew seine Haftzeit auf zwei Jahre verkürzte.
Seit September 2012 leitet er das Republikanische Zentrum für Transplantation.